# Orgelkast

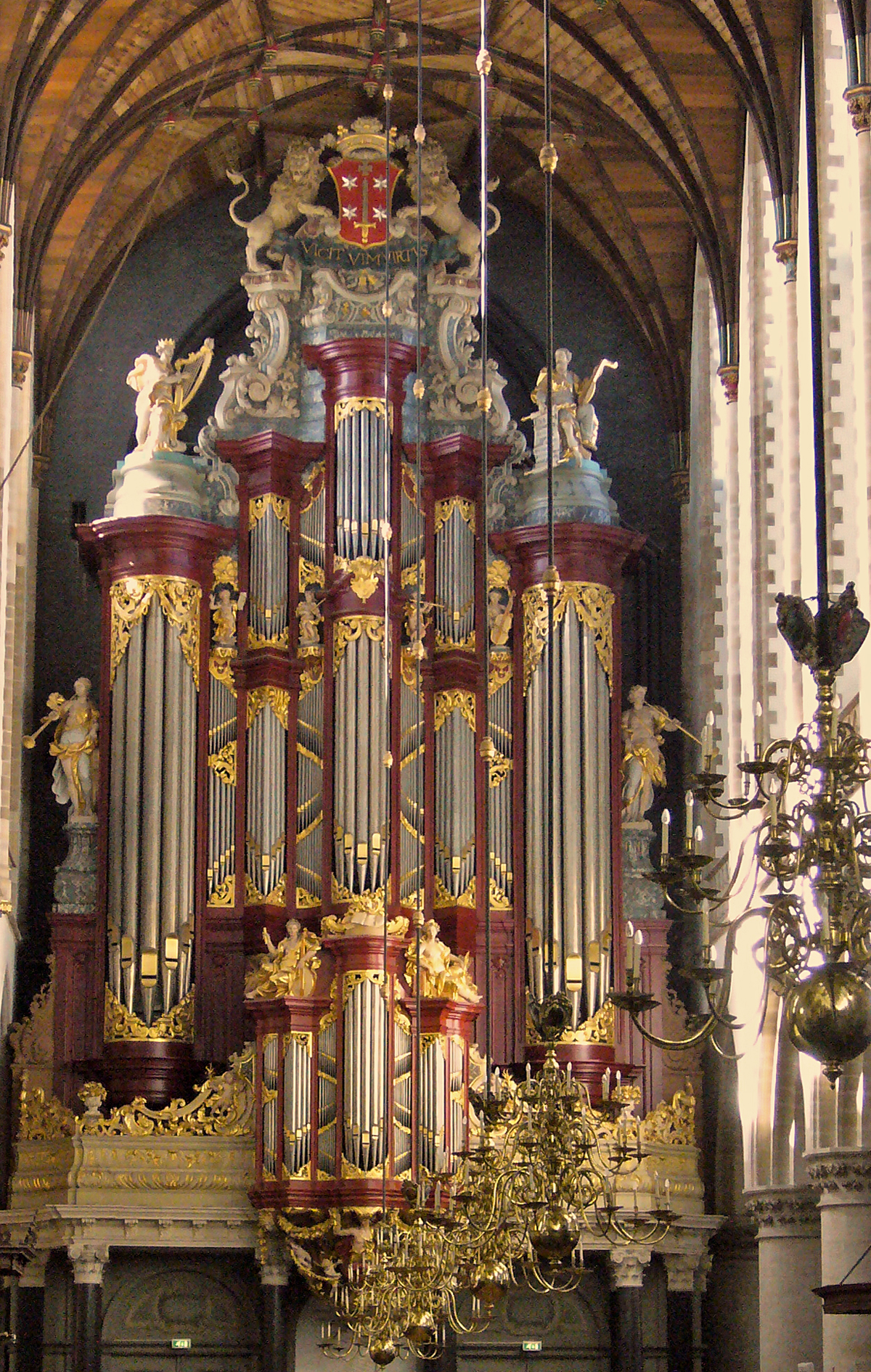
In de orgelkas van het majestueuze hoofdorgel van de Grote of Sint-Bavokerk in Haarlem is een duidelijke opbouw te zien. Aan weerszijden de pedaaltorens en van onder naar boven het rugwerk, het hoofdwerk en het bovenwerk.

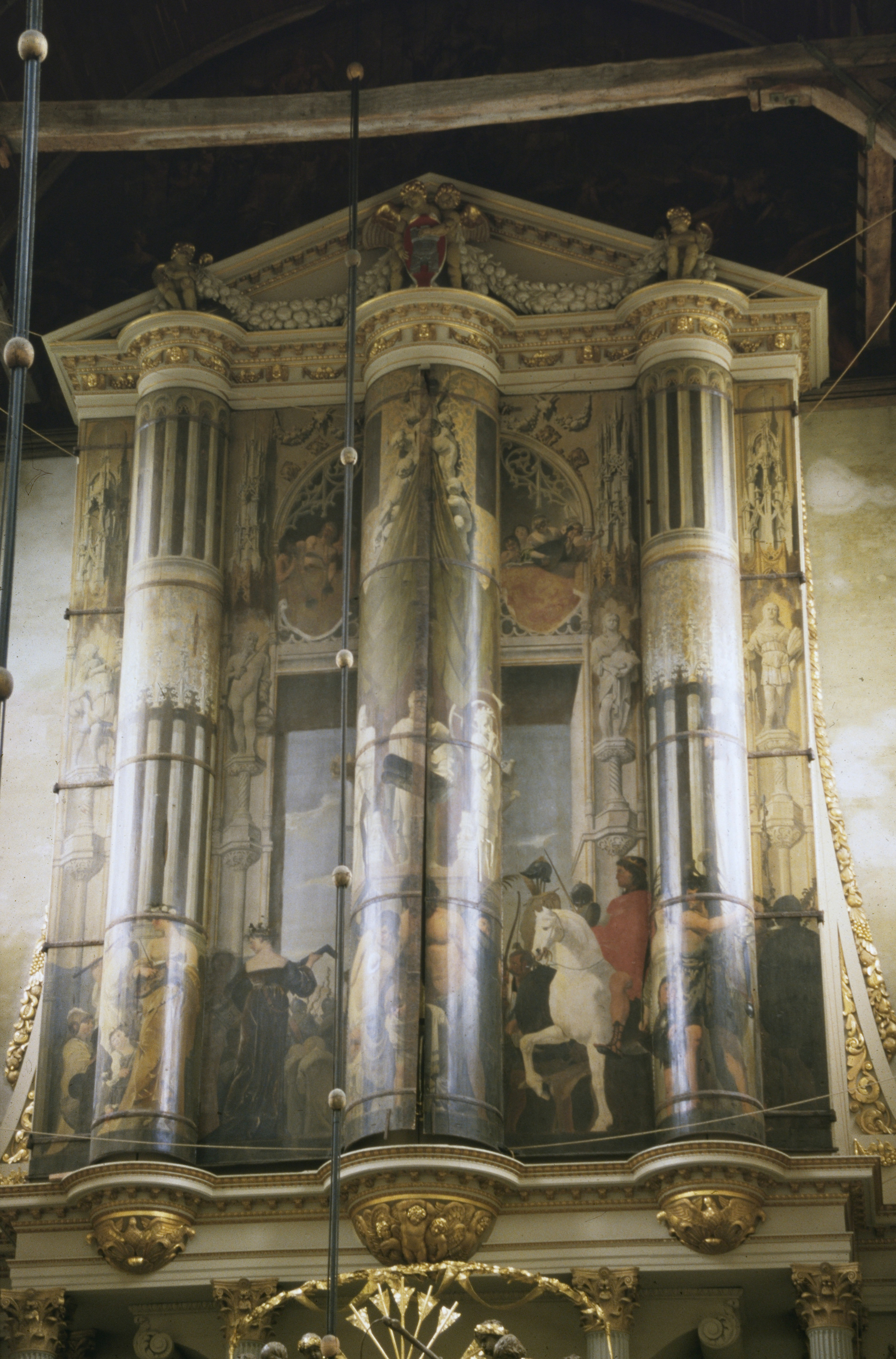
Het Van Hagerbeer-Schnitgerorgel te Alkmaar met gesloten luiken

Een orgelkas, soms ook orgelbuffet genoemd, is de houten kas waarin zich het pijpwerk van een pijporgel bevindt. Soms spreekt men, per abuis, van orgelkast. De kas van het orgel beschermt het pijpwerk, vandaar deze benaming.

## Indeling
Het orgelfront (de voorkant van de orgelkast die men vanuit de kerk of concertzaal ziet) bestaat uit frontpijpen. Vaak is de kast versierd met houtsnijwerk. In deze versieringen zijn soms ook Bijbelse voorstellingen te zien. Soms staan er beelden op en zijn er wapens van de stad of gemeente in verwerkt. De vormgeving van de orgelkas laat de indeling van het orgel in werken zien (Pedaal, Rug-, Borst-, Hoofd- en Bovenwerk). De kas is aan de achterkant gesloten met deuren, die geopend kunnen worden voor onderhoud of stembeurten. In grote orgels zijn smalle gangpaden aanwezig om overal bij te kunnen. Achter de orgelkas zijn verschillende plateaus en trappen om op elk niveau het orgel in te kunnen. 
Bij moderne orgels wordt de orgelkas soms weggelaten, zodat het volle zicht op het pijpwerk geboden wordt. 

### Loos front
Soms bouwt men fraaie fronten zonder "sprekende pijpen", dat is met pijpen die niet voorzien worden van orgelwind, zo'n front heet "loos". In sommige kerken staat of hangt een lege orgelkas met loze pijpen ter completering en verfraaiing van het kerkinterieur, zoals in de kerk van Opwierde en de kerk van Kiel-Windeweer, of in afwachting van de inbouw van nieuw binnenwerk bij een oud orgel.

## Ontwerp, bouw en beschildering
Doorgaans werd of wordt de orgelkas ontworpen en vervaardigd door de orgelbouwer zelf. Hij moet dus niet alleen veel kennis hebben van muziek, mechaniek en klank, maar ook als timmerman en schrijnwerker zijn vak verstaan. Het front weerspiegelt vaak de stijl van de architectuur van de betrokken kerk of zaal, of van de tijd waarin het instrument gebouwd is. In vroeger eeuwen kwam het soms voor dat een gespecialiseerde kunstenaar werd aangetrokken voor het ontwerp of het houtsnijwerk. De bekende Nederlandse architect Jacob van Campen ontwierp ook orgelkassen waaronder dat van het orgel van de Grote of St. Laurenskerk in Alkmaar. 
Door slimme plaatsing van het houtsnijwerk kon een groter orgel gesuggereerd worden dan op basis van de werkenindeling verwacht kon worden. Vanwege de hoge kosten van een nieuw orgel was een groot orgel een statussymbool en visitekaartje voor de stad.
Het uiterlijk van Voor-reformatorische orgelkassen met luiken is niet toevallig. Het orgel hing tegen de westwand van de kerk en spiegelde in rooms-katholieke kerken zo het altaarstuk dat eveneens luiken had, en in het oostelijke deel van de kerk stond. De westwand van de kerk was tevens een wand van de toren, en torens waren in het verleden in het bezit van de overheid. Omdat het orgel tegen deze wand hing was het orgel meestal (en in Haarlem nog altijd) in het bezit van de overheid. Door het plaatsen van gemeentelijke wapens in de versiering van de orgelkast werd dat duidelijk gemaakt, en fungeerde de orgelkas visueel als de wereldlijke tegenhanger van het religieuze altaarstuk. 
Na de Reformatie en het verdwijnen van het altaar in protestantse kerken bleef men orgels met luiken bouwen. Op de buitenzijde van de luiken van het grote orgel in de Grote of St. Laurenskerk in Alkmaar is de triomfantelijke intocht van de bijbelse Koning David afgebeeld (geschilderd door Jan Gerritsz. van Bronckhorst) als verwijzing naar de overwinning tijdens het beleg van Alkmaar in de Tachtigjarige Oorlog. 

## Functie
Naast het feit dat de orgelkas een fraai omhulsel kan zijn zorgt deze ook voor een goede klankuitstraling naar de kerkruimte. Dit effect kan met orgelluiken, die als klankborden fungeren, versterkt worden. Daarnaast beschermen de kas en de gesloten luiken het binnenwerk van het orgel tegen stof.  

## Fotogalerij

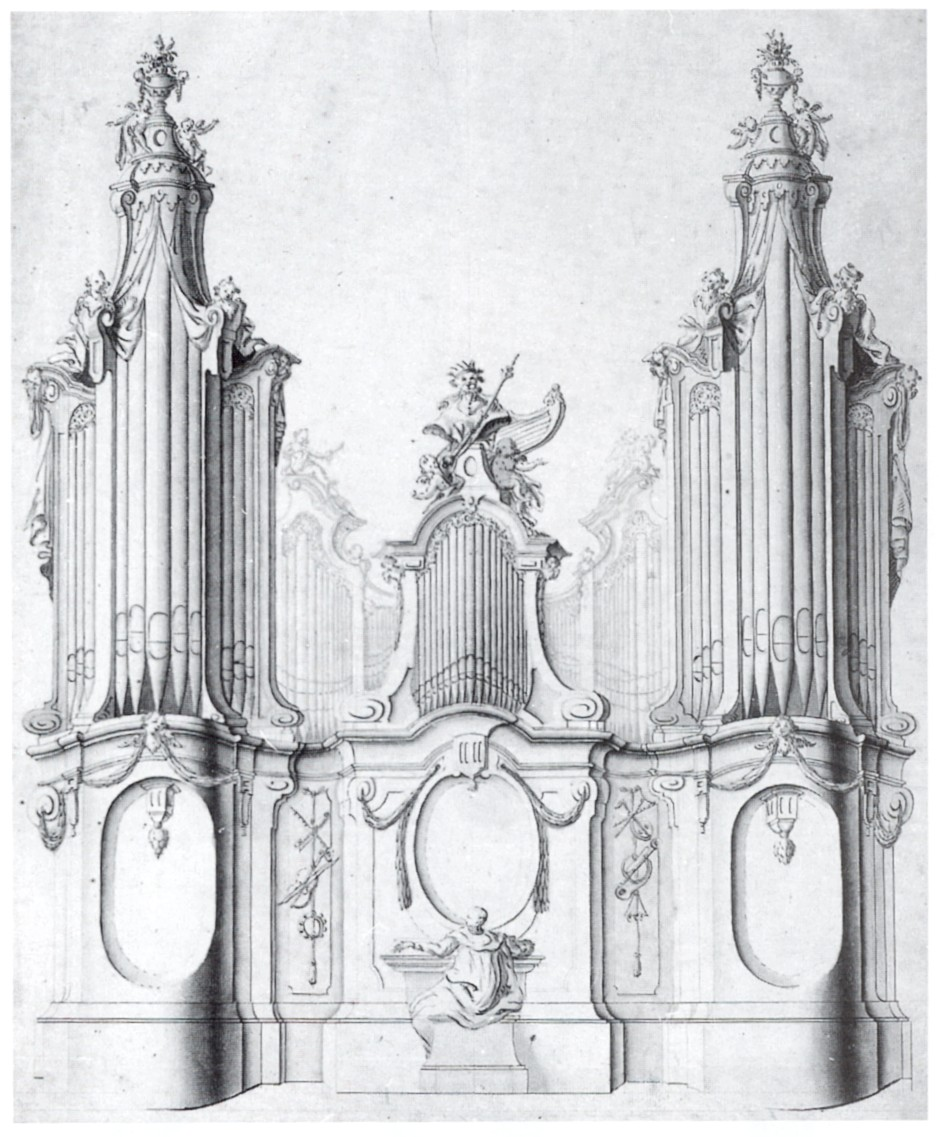
Ontwerp voor een orgelkas van de Duitse beeldhouwer Johann Georg Dirr (1723-1779)
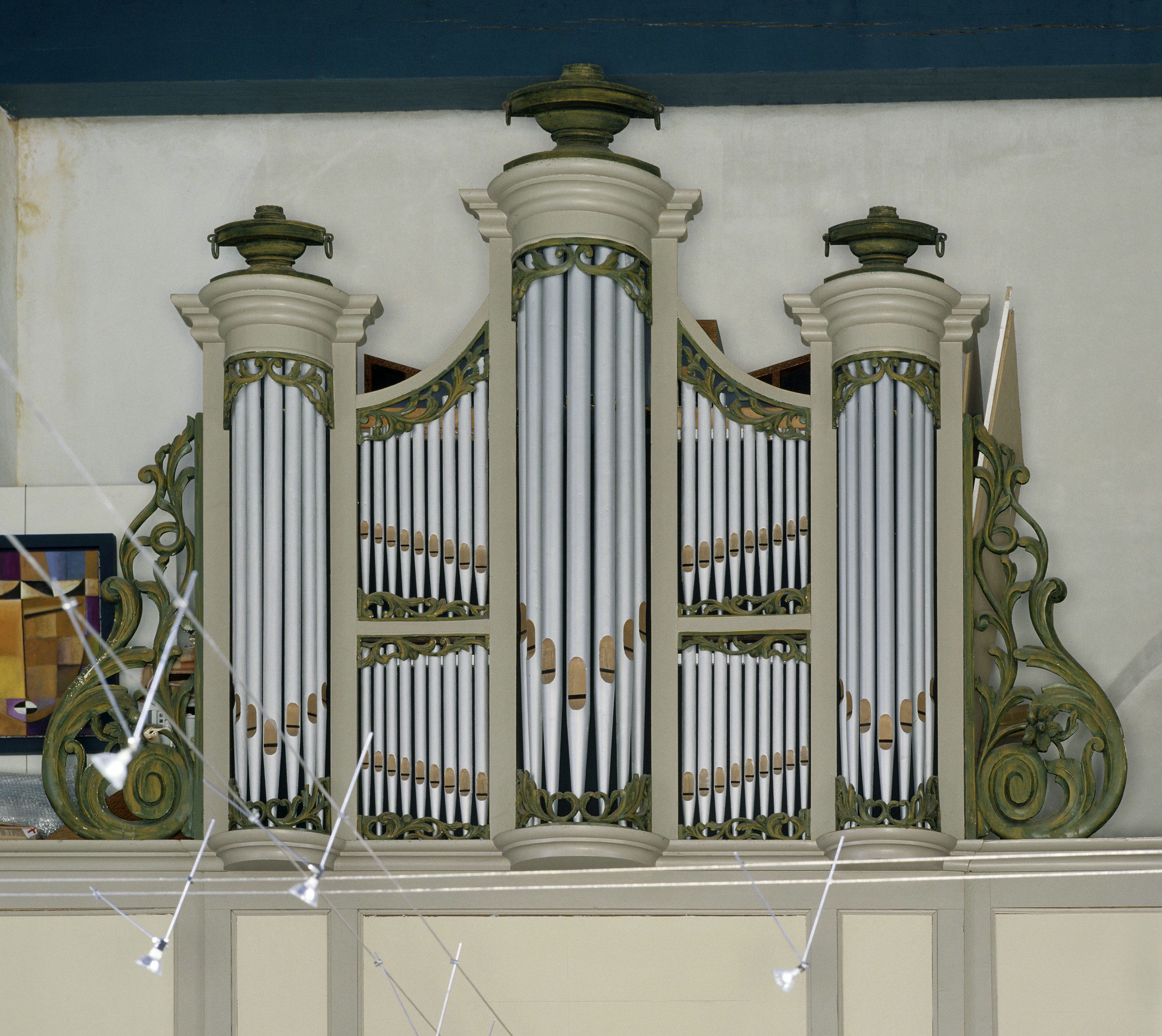
Loze orgelkas, in feite een "schijnorgel", in de kerk van Opwierde. De "orgelpijpen" zijn van hout.
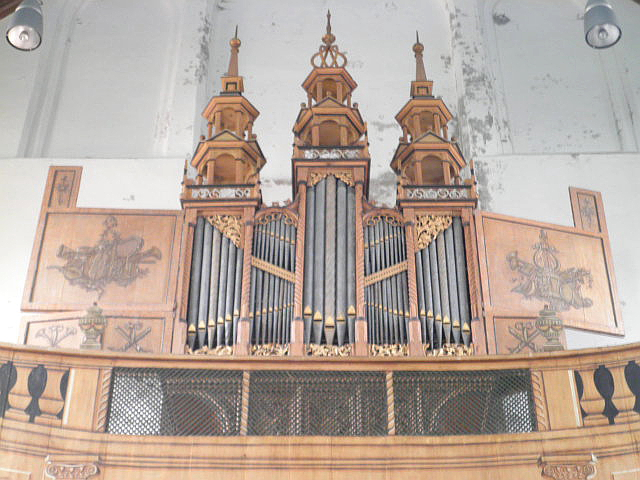
Het orgel van de Grote Kerk in Oosthuizen uit begin 16e eeuw, in de vorm van een altaarstuk.
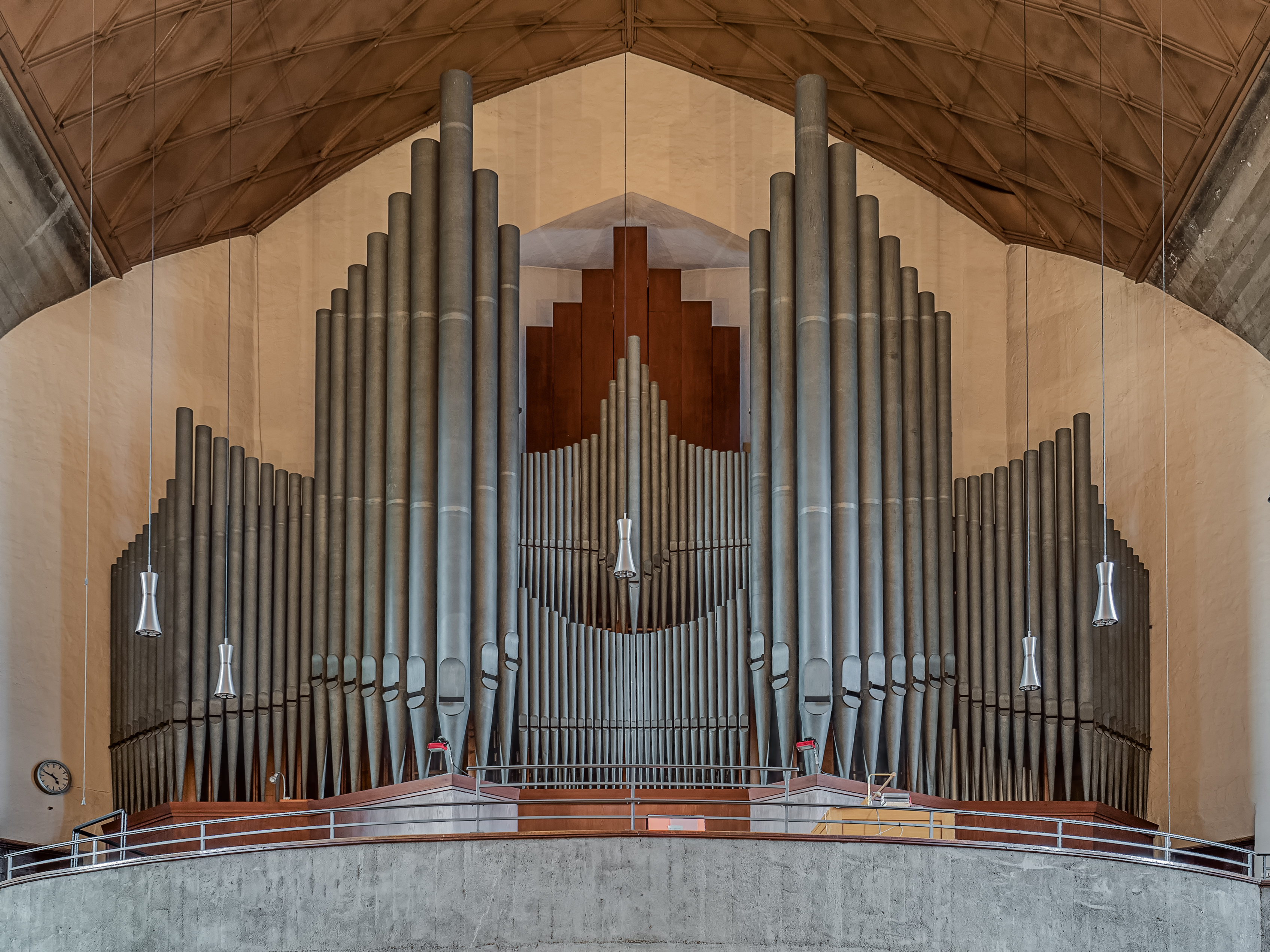
Het kastloze orgel van de St Heinrich te Bamberg uit 1951, gebouwd door de firma E.F. Walcker&Cie.
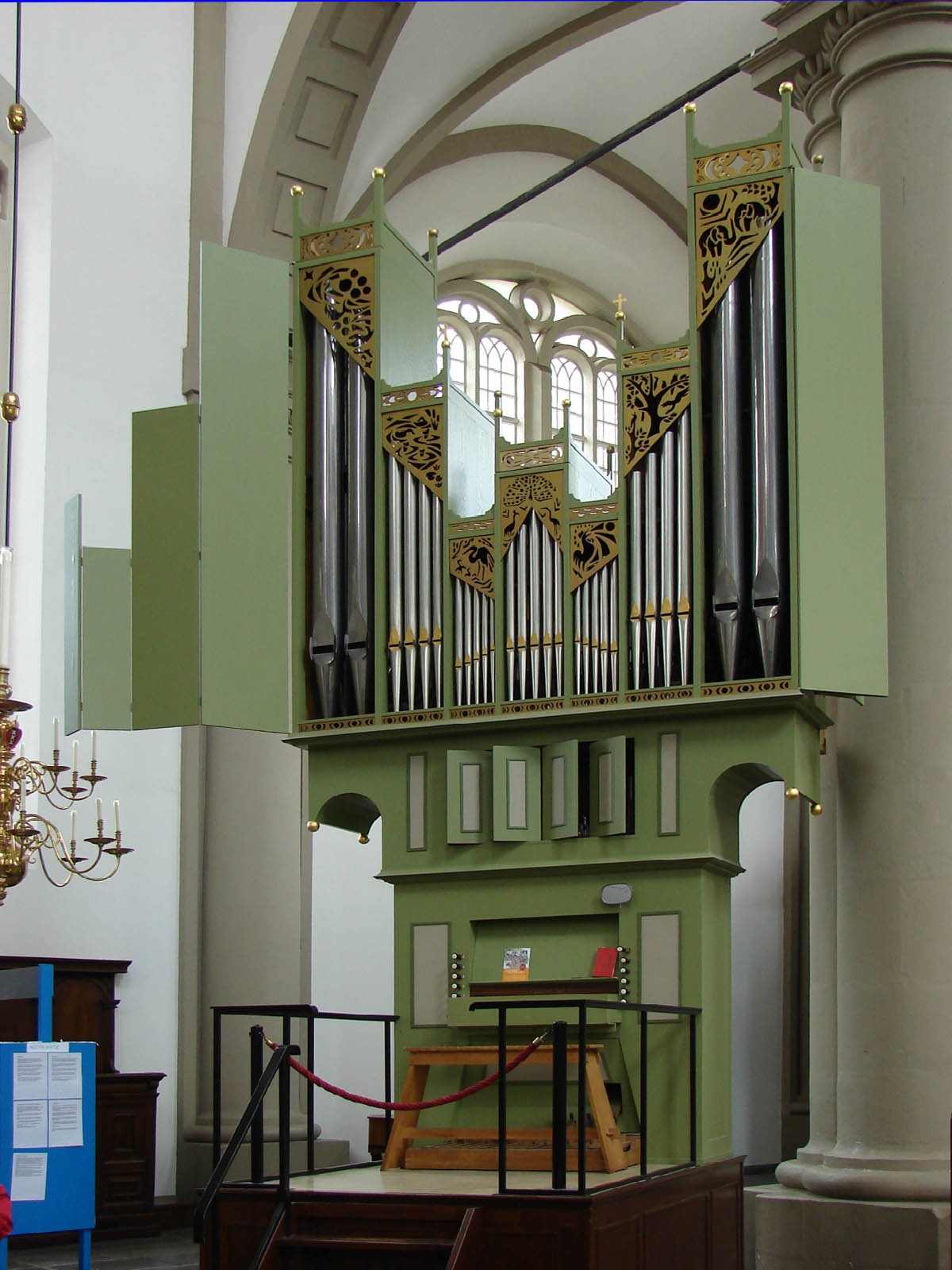
Orgelkas in jaren zestig-stijl van het Flentrop-koororgel in de Westerkerk (Amsterdam)